# Асадов Аріф Гюльага-огли
Аріф Гюльага-огли Асадов (азерб. Arif Gülağa oğlu Asadov, нар. 18 серпня 1970, Баку) — радянський, а потім азербайджанський футболіст, що грав на позиції захисника. По завершенні ігрової кар'єри — тренер.

## Клубна кар'єра
Вихованець «Нефтчі» (Баку), почав грати в команді з 15-річного віку. У дорослому футболі дебютував у цій же команді у Вищій лізі чемпіонату СРСР, втім команда зайняла передостаннє 15-те місце і вилетіла до Першої ліги, де Асадов грав з командою з 1989 по 1991 рік, а з 1992 року — у новоствореній вищій лізі Азербайджану, вигравши історичний перший розіграш турніру.
На початку 1994 перейшов у владикавказський «Спартак», де в 20 іграх забив 1 м'яч, зайнявши 5-те місце у Вищій лізі Росії. Після закінчення сезону повернувся в «Нефтчі», вигравши з командою ще по два чемпіонати і Кубки Азербайджану.
У 1998 повернувся до вищої ліги Росії і грав за клуб «Тюмень», який поставив антирекорд ліги за кількістю набраних очок — всього 8, а також за кількістю пропущених м'ячів — 89, після чого у 1999 грав у першій лізі за «Анжі».
З 1999 року знову грав в Азербайджані, спочатку сезон у складі агдамського «Карабаха», а потім два сезони — в «Нефтчі», з яким у 2002 році виграв свій останній трофей гравця, Кубок Азербайджану.
На сезон 2003/04 повернувся в «Карабах», допоміг клубу стати бронзовим призером чемпіонату. У сезоні 2004/05 спочатку грав за «Хазар-Ленкорань», а потім за «Гянджу», де і завершив професійну ігрову кар'єру.

## Виступи за збірні
Виступав за юнацьку збірну СРСР різних вікових категорій, вигравши з командою до 16 років юнацький чемпіонат світу 1987 року в Канаді, а з командою до 18 років юнацький чемпіонат Європи 1988 року у Чехословаччині.
Згодом залучався до складу молодіжної збірної СРСР, з якою був чвертьфіналістом молодіжного чемпіонату світу 1989 року в Саудівській Аравії.
25 травня 1993 року дебютував в офіційних іграх у складі національної збірної Азербайджану в товариському матчі проти збірної Грузії (1:0). Останню гру провів 20 листопада 2002 року проти Уельсу (0:2). Всього протягом кар'єри у національній команді, яка тривала 10 років, провів у формі головної команди країни 43 матчі.

## Кар'єра тренера
Перед початком сезону 2005/06 завершив кар'єру гравця і перейшов на тренерську роботу.
У 2006—2007 роках працював головним тренером юнацької збірної Азербайджану до 19 років.
У сезоні 2008/09 працював з дублем «Нефтчі», з яким завоював 1-е місце в першості дублерів. З травня 2009 року — помічник головного тренера «Нефтчі» Беюкагі Агаєва. В кінці лютого 2010 року очолив «Нефтчі». З командою взяв золото чемпіонату Азербайджану сезону 2010/11. У липні 2011 року, після невдач у кваліфікації Ліги Чемпіонів, залишив посаду головного тренера за власним бажанням.
5 листопада знову очолив збірну Азербайджану U-19 замість Велі Касумова, а у 2014–2015 роках вдруге був головним тренером «Нефтчі»
Наразі останнім місцем тренерської роботи був новостворений клуб «Сабах», в якому Асадов 2017 року став першим головним тренером і пропрацював один сезон, в якому команда зайняла лише п'яте місце у другому дивізіоні, втім була включена на наступний сезон до розіграшу Прем'єр-ліги.

## Титули і досягнення

### Як гравця
- Чемпіон світу (U-16): 1987
- Чемпіон Європи (U-18): 1988
- Чемпіон Азербайджану (3):

«Нефтчі»: 1992, 1995–96, 1996–97
- Володар Кубка Азербайджану (3):

«Нефтчі»: 1994–95, 1995–96, 2001–02

### Як тренера
- Чемпіон Азербайджану (1):

«Нефтчі»: 2010–2011